# Oberste Versammlung Tadschikistans
Die Oberste Versammlung von Tadschikistan (tadschikisch: Маҷлиси Олии Ҷумҳурии Тоҷикистон, transkribiert Madschlisi Olii Dschumhurii Todschikiston, russisch Высшее Собрание Таджикистана) ist das nationale Parlament im parlamentarischen Zweikammersystem von Tadschikistan.

## Zusammensetzung
Das Parlament von Tadschikistan ist das Maschlisi Olii als Zweikammersystem. Das Maschlisi Olii besteht aus der Nationalversammlung Maschlisi Milli und der Repräsentantenversammlung Madschlisi Namojandagon. In die Repräsentantenversammlung werden insgesamt 63 Abgeordnete für jeweils fünf Jahre direkt gewählt.

## Wahlen der Repräsentantenversammlung
Die letzten Wahlen fanden am 1. März 2015 statt. Die parlamentarische Mehrheit hat seit 2000 die Volksdemokratische Partei Tadschikistans inne.

## Parlamentsgebäude

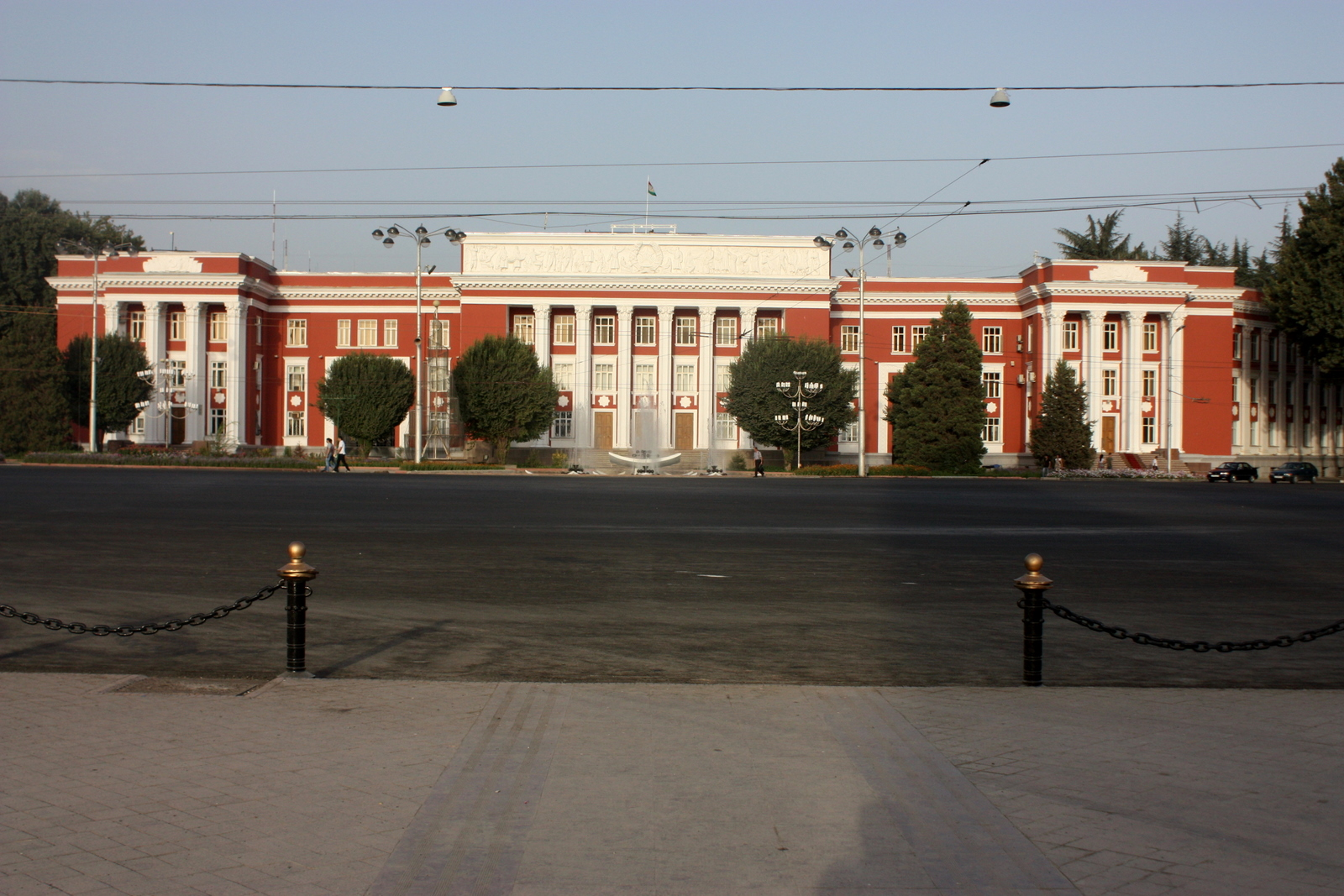
Parlamentsgebäude in Duschanbe, 2011

Das Parlamentsgebäude befindet sich in der Hauptstadt Duschanbe. Es wurde ursprünglich für den Obersten Sowjet der Tadschikischen SSR erbaut und gilt als ein Beispiel für Sozialistischen Klassizismus.